# Dmitrij Chochlov
Dmitrij Valer'evič Chochlov (in russo Дми́трий Вале́рьевич Хохло́в?, traslitterazione anglosassone Dmitri Valeryevich Khokhlov; 22 dicembre 1975) è un allenatore di calcio ed ex calciatore russo con passaporto estone, di ruolo centrocampista.

## Carriera

### Club
Cresciuto calcisticamente nel Kuban', ha militato nelle file di CSKA Mosca e Torpedo Mosca, prima di approdare nel campionato olandese, al PSV. In seguito ha vestito la maglia della Real Sociedad, nel campionato spagnolo, prima di fare ritorno alla Lokomotiv Mosca. Dal 2006 ha militato nella Dinamo Mosca fino al 2010 anno del suo ritiro.

### Nazionale
Ha fatto parte della Nazionale russa dal 1996 al 2005. Ha partecipato al campionato d'Europa 1996 e al campionato del mondo 2002.

### Allenatore
Smesso di giocare, ha fatto parte dello staff della Dinamo Mosca; dopo un breve interim nell'agosto del 2012 come tecnico della prima squadra, ha assunto questo ruolo dall'ottobre del 2017 al 2019.

## Palmarès
- Supercoppa dei Paesi Bassi: 1

PSV Eindhoven: 1998
- Campionato olandese: 1

PSV Eindhoven: 1999-2000
- Campionato russo: 1

Lokomotiv Mosca: 2004
- Supercoppa di Russia: 1

Lokomotiv Mosca: 2005